# Gaturamo-verde
Eufónia-de-loros-brancos ou gaturamo-verde (Euphonia chrysopasta) é uma espécie de ave da família Fringillidae.
Pode ser encontrada nos seguintes países: Bolívia, Brasil, Colômbia, Equador, Guiana Francesa, Guiana, Peru, Suriname e Venezuela.
Os seus habitats naturais são: florestas subtropicais ou tropicais húmidas de baixa altitude e pântanos subtropicais ou tropicais.